# Denver Broncos 2021
La stagione 2021 dei Denver Broncos è stata la 52ª della franchigia nella National Football League, la 62ª complessiva e la terza con Vic Fangio come capo-allenatore.
Questa fu la prima stagione dal 2011 in cui John Elway non fu il general manager, avendo rinunciato all'incarico poco dopo il termine della stagione 2020. Elway rimase comunque parte del personale come presidente delle operazioni del football e guidò l'assunzione del nuovo general manager George Paton.
La stagione iniziò con un record di 3–0, anche se non contro formazioni di primo livello, ma nel resto dell'anno vi fu un parziale di 4–10, incluso perdere le ultime quattro gare in casa. I Broncos mancarono così i playoff per la sesta stagione consecutive. Il linebacker Von Miller, leader di tutti i tempi della franchigia in sack, fu scambiato con i Los Angeles Rams a metà stagione.
Statisticamente, i Broncos ebbero la terza miglior difesa in termini di punti subiti e finirono nella top 10 in yard totali e yard passate. Tuttavia, l'attacco fu tra i peggiori per punti segnati, segnando 30 punti solo due volte e non segnandone 20 in 9 gare su 17. Ciò portò al licenziamento di Vic Fangio.

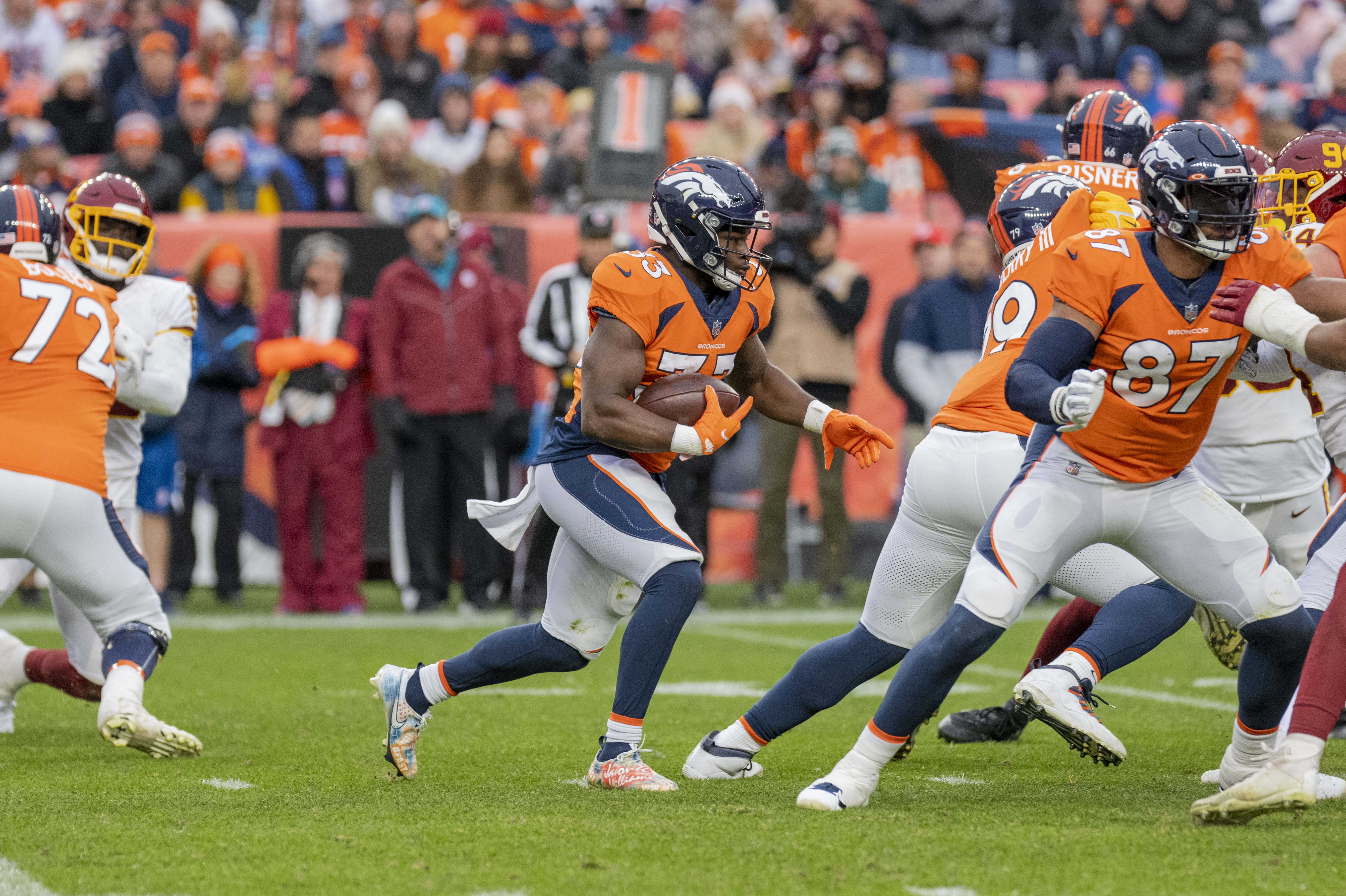
La partita della settimana 8 contro Washington

## Scelte nel Draft 2021
| Scelte dei Broncos nel Draft 2021 |        |                    |       |                        |
| Giro                              | Scelta | Giocatore          | Ruolo | College                |
| 1                                 | 9      | Patrick Surtain II | CB    | Alabama                |
| 2                                 | 35     | Javonte Williams   | RB    | North Carolina         |
| 3                                 | 98     | Quinn Meinerz      | C     | Wisconsin - Whitewater |
| 3                                 | 105    | Baron Browning     | LB    | Ohio State             |
| 5                                 | 152    | Caden Sterns       | S     | Texas                  |
| 5                                 | 164    | Jamar Johnson      | S     | Indiana                |
| 6                                 | 219    | Seth Williams      | WR    | Auburn                 |
| 7                                 | 237    | Kary Vincent Jr.   | CB    | LSU                    |
| 7                                 | 239    | Jonathon Cooper    | DE    | Ohio State             |
| 7                                 | 253    | Marquiss Spencer   | DE    | Mississippi State      |

## Roster
| Roster dei Denver Broncos nel 2021 |
| --- |
| Quarterback - 5 Teddy Bridgewater - 3 Drew Lock - 4 Brett Rypien QB Running Back - 25 Melvin Gordon - 15 Nate McCrary - 33 Javonte Williams Wide Receiver - -- David Moore - 10 Jerry Jeudy - 81 Tim Patrick - 11 Diontae Spencer - 14 Courtland Sutton Tight End - 83 Andrew Beck - 87 Noah Fant - 85 Albert Okwuegbunam - 82 Eric Saubert Offensive Linemen - 76 Calvin Anderson T - 72 Garett Bolles T - 79 Lloyd Cushenberry C - 73 Cameron Fleming T - 61 Graham Glasgow G - 70 Bobby Massie T - 77 Quinn Meinerz C - 52 Netane Muti G - 66 Dalton Risner G Defensive Linemen - 95 McTelvin Agim DE - 96 Shelby Harris DE - 93 Dre'Mont Jones DE - 98 Mike Purcell NT - 99 Shamar Stephen DE - 90 DeShawn Williams NT Linebacker - 56 Baron Browning ILB - 53 Jonathon Cooper OLB - 50 Jonas Griffith ILB - 45 A.J. Johnson ILB - 58 Von Miller OLB - 48 Andre Mintze OLB - 59 Malik Reed OLB - 40 Justin Strnad ILB Defensive Back - 29 Bryce Callahan CB - 21 Ronald Darby CB - -- Mike Ford CB - 23 Kyle Fuller CB - 22 Kareem Jackson SS - 41 Jamar Johnson SS - 37 P.J. Locke SS - 31 Justin Simmons FS - 30 Caden Sterns FS - 2 Patrick Surtain II CB - 35 Kary Vincent Jr. CB Special Team - 46 Jacob Bobenmoyer LS - 6 Sam Martin P - 8 Brandon McManus K Lista delle riserve - 55 Bradley Chubb OLB (IR) - 47 Josey Jewell ILB (IR) - 1 K.J. Hamler WR (IR) - 34 Essang Bassey CB (PUP) - -- LeVante Bellamy RB (IR) - 26 Mike Boone RB (IR) - 60 Cody Conway T (IR) - 20 Duke Dawson CB (PUP) - -- DaeSean Hamilton WR (NF-Inj.) - 65 Brett Jones C (IR) - 17 Adrian Killins RB (IR) - 13 Michael Ojemudia CB (IR) - 57 Natrez Patrick OLB (IR) Squadra di allenamento - 75 Quinn Bailey T - 88 Shaun Beyer TE - 16 Tyrie Cleveland WR - 28 Damarea Crockett RB - 27 Nate Hairston CB - 92 Jonathan Harris DE - 78 Drew Himmelman T - 9 Kendall Hinton WR - 49 Mac McCain III CB - 42 Curtis Robinson ILB - 71 Austin Schlottmann G - 51 Marquiss Spencer DE - 54 Barrington Wade OLB - 19 Seth Williams WR 53 attivi, 10 inattivi, 15 nella squadra di allenamento |
| Legenda - I rookie sono in corsivo. - Il primo ruolo è il principale mentre gli eventuali successivi indicano i ruoli secondari. - (IR) sta per Injured Reserve ed indica la lista ristretta per un solo giocatore infortunato che può tornare ad allenarsi dopo la settimana 6 e a rientrare in prima squadra dopo che questa ha giocato 8 partite. - (NF-Inj.) / (NF-Ill.) stanno rispettivamente per Non-Football Injured e Non-Football Illness ed indicano le liste dove viene inserito un giocatore che ha un infortunio o una malattia non dipendente dal football americano. - (PUP) sta per Physically Unable to Perform ed indica la lista dove viene inserito un giocatore mentre è in attesa di recuperare la condizione fisica. Nella stagione regolare dopo la sesta partita giocata dalla propria squadra, il giocatore ha tempo tre settimane per riprendere ad allenarsi, più tre settimane aggiuntive dal suo rientro agli allenamenti per rientrare in prima squadra. |

## Calendario
| Stagione regolare |                    |                          |                    |                    |                            |                    |
| Turno             | Data               | Avversario               | Risultato          | Record             | Stadio                     | Sintesi            |
| 1                 | 12 settembre       | at New York Giants       | V 27–13            | 1–0                | MetLife Stadium            | Recap              |
| 2                 | 19 settembre       | at Jacksonville Jaguars  | V 23–13            | 2–0                | TIAA Bank Field            | Recap              |
| 3                 | 26 settembre       | New York Jets            | V 26–0             | 3–0                | Empower Field at Mile High | Recap              |
| 4                 | 3 ottobre          | Baltimore Ravens         | S 7–23             | 3–1                | Empower Field at Mile High | Recap              |
| 5                 | 10 ottobre         | at Pittsburgh Steelers   | S 19–27            | 3–2                | Heinz Field                | Recap              |
| 6                 | 17 ottobre         | Las Vegas Raiders        | S 24–34            | 3–3                | Empower Field at Mile High | Recap              |
| 7                 | 21 ottobre         | at Cleveland Browns      | S 14–17            | 3–4                | FirstEnergy Stadium        | Recap              |
| 8                 | 31 ottobre         | Washington Football Team | V 17–10            | 4–4                | Empower Field at Mile High | Recap              |
| 9                 | 7 novembre         | at Dallas Cowboys        | V 30–16            | 5–4                | AT&T Stadium               | Recap              |
| 10                | 14 novembre        | Philadelphia Eagles      | S 13–30            | 5–5                | Empower Field at Mile High | Recap              |
| 11                | Settimana di pausa | Settimana di pausa       | Settimana di pausa | Settimana di pausa | Settimana di pausa         | Settimana di pausa |
| 12                | 28 novembre        | Los Angeles Chargers     | V 28–13            | 6–5                | Empower Field at Mile High | Recap              |
| 13                | 5 dicembre         | at Kansas City Chiefs    | S 9–22             | 6–6                | Arrowhead Stadium          | Recap              |
| 14                | 12 dicembre        | Detroit Lions            | V 38–10            | 7–6                | Empower Field at Mile High | Recap              |
| 15                | 19 dicembre        | Cincinnati Bengals       | S 10–15            | 7–7                | Empower Field at Mile High | Recap              |
| 16                | 26 dicembre        | at Las Vegas Raiders     | S 13–17            | 7–8                | Allegiant Stadium          | Recap              |
| 17                | 2 gennaio          | at Los Angeles Chargers  | S 13–34            | 7–9                | SoFi Stadium               | Recap              |
| 18                | 8 gennaio          | Kansas City Chiefs       | S 24–28            | 7–10               | Empower Field at Mile High | Recap              |

Note: gli avversari della propria division in grassetto.

## Leader della squadra
| Leader della squadra   |                   |        |
| Categoria              | Giocatore         | Valore |
| Yard passate           | Teddy Bridgewater | 3.052  |
| Touchdown passati      | Teddy Bridgewater | 18     |
| Yard corse             | Melvin Gordon     | 918    |
| Touchdown su corsa     | Melvin Gordon     | 8      |
| Ricezioni              | Noah Fant         | 68     |
| Yard ricevute          | Courtland Sutton  | 776    |
| Touchdown su ricezione | Tim Patrick       | 5      |
| Punti                  | Brandon McManus   | 111    |
| Yard su rit. kickoff   | Diontae Spencer   | 291    |
| Yard su sut. punt      | Diontae Spencer   | 206    |
| Tackle                 | Kareem Jackson    | 88     |
| Sack                   | Shelby Harris     | 6      |
| Fumble forzati         | Malik Reed        | 2      |
| Intercetti             | Justin Simmons    | 5      |

## Premi

### Premi settimanali e mensili
- Von Miller

difensore della AFC del mese di settembre
- Javonte Williams

rookie della settimana 9
- Patrick Surtain II

difensore della AFC della settimana 12
rookie della settimana 12
- Brandon McManus

giocatore degli special team della AFC della settimana 14